# N-亚硝基吗啉
N-亚硝基吗啉（NNM、NMOR）是一种有机化合物，化学式为C4H8N2O2，它具有致癌性，也是一种突變原。它可以吗啉为原料制得，或通过双吗啉基甲烷在发烟硝酸中的反应得到。在有机合成中，很少有文献以之为原料，但它可作为氮自由基的前驱体。